# Godomey
Godomey – miasto w Beninie, w departamencie Atlantique. Położone jest na zachodnim wybrzeżu jeziora Nokoué, około 30 km na zachód od stolicy kraju, Porto-Novo. W spisie ludności z 11 maja 2013 roku liczyło 253 262 mieszkańców.